# 김동준 (1928년)
김동준(金東俊, 1928년 ~ 1990년 10월 2일)은 대한민국의 국악인, 판소리 명창이며 명고수. 국가무형문화재 제59호 판소리 고법의 예능보유자. 장판개, 박동실, 김연수, 박봉술을 사사하였다. 1989년 판소리 고법의 예능보유자가 되었으나 이듬해 별세하였다.

## 생애
전라남도 화순군 출신이며, 예인 집안의 장남으로 태어났다. 셋째 동생 김동진과 막내 동생 김동표는 모두 대금 명인이며, 부인은 판소리 명창인 조순애이다. 어려서부터 판소리와 장단을 익혔는데, 아이 명창 소리를 들었다 한다. 13세 때, 담양에서 서편제 명창이며 김채만의 제자인 박동실에게 《심청가》·《적벽가》등을 사사하였는데, 《적벽가》는 전바탕을 떼지 못하고, 앞부분만 배웠던 것을 후에 명창 박봉술에게 배워 완성하였다. 이 외에도 어린 시절에 장판개로부터 소리와 장단을 배웠는데, 그의 장단의 기반은 이때 배운 장판개의 것이라 한다.
1950년대에는 동초 김연수를 주축으로 한 우리국악단에서도 활동하였으며, 이 시기에 박봉술로부터도 소리를 배웠고, 전주, 이리에 국악원을 세웠으며, 각지의 지방 국악원에서 판소리 사범으로 활동하는 등, 40세에 이르기까지 소리꾼과 고수로써 다양한 활동을 펼쳤다. 1962년에는 고수 자격으로 국립창극단에 입단하였다. 이때부터 명고의 명성을 얻기 시작하였고, 이 시기에 동초 김연수의 문하에 들어가 《춘향가》 전 바탕을 이수하였으나 40세를 전후하여 목소리가 변해 고수로 전향하다시피 활동하였기 때문에 명고로 더욱 유명세를 떨쳤다.
1970년대에 들어서 그는 소리를 완전히 작파하고 고수로써 활동하기 시작하였는데, 그 이후 80년대까지 그는 공연장에서 매우 각광받는 명고였으며, 동시대에 활약했던 김명환, 김득수와 함께 '명고수 3김'의 시대를 이끌었다. 특히 그는 소리의 속을 잘 알아서 빈틈 없는 치밀한 연주를 했던 것으로 유명하며, 그 문하에서 많은 제자를 배출하였는데, 현재 국가무형문화재 제5호 판소리의 고법부분 보유자 후보 김청만을 비롯해 서울특별시 무형문화재 25호 판소리고법의 예능보유자 정화영, 전라북도 무형문화재 제9-1호 판소리 장단 예능보유자 이성근 등은 모두 김동준의 고법을 전수 받은 고수들이다.
1989년, 판소리 고법의 예능보유자가 되었으나, 이듬해인 1990년에 작고하였다.

## 예술 세계
그는 왼손잡이 고수로 또한 유명했으며, 느린 장단과 잦은 장단에 두루 능했는데, 특히 박진감 넘치는 가락을 잘 쳤고, 자진모리가 화려하였던 것으로 유명하며 진양조의 장단을 다루는데 있어서 붙이고 빼는 것을 잘하였다. 추임새에도 능하였는데, 소리꾼의 신명을 이끌어내는데는 그만한 고수가 없었다고 한다. 또 그에 걸맞게 북을 치는 자세 또한 다른 고수에 비해 화려하고 극적이어서 창극을 하는 것이 아님에도 창극을 보는 듯한 극적인 분위기를 연출하였던 것으로도 유명하였다.
소리로도 나름 일가를 이루었는데, 박동실에게 다 배우지 못한 《적벽가》의 뒷부분을 박봉술에게 배웠다. 이때 김동준은 박봉술에게 자신이 알고 있는 서편제 《적벽가》의 〈도원결의〉~〈삼고초려〉대목을 가르쳐주었는데, 현재 국가무형문화제 제5호로 지정되어 있는 박봉술의 동편제 《적벽가》사설은 이렇게 완성된 것이라 한다. 김동준은 이렇게 배운 《적벽가》를 한일섭의 북 반주로 녹음한 바 있으며, 이것은 그가 남긴 유일한 판소리 음원이다. 그는 1980년대의 국립극장 판소리 관련 무대에서 반드시 무대에 섰으며, 이때의 영상물을 또한 찾아볼 수 있다.

## 가족 관계
- 첫째 동생 : 김동진 (1938년 ~ 1989년)
- 둘째 동생 : 김동표 (1941년 ~ 2020년 6월 10일)
  - 제수 : 김말례
    - 조카 : 김영석, 김영규, 김영미